# Elmer Ambrose Sperry
Elmer Ambrose Sperry (n. 12 octombrie 1860, Cincinnatus⁠(d), New York, SUA – d. 16 iunie 1930, New York City, New York, SUA) a fost un inventator și om de afaceri american. 

## Biografie
În 1880 a fondat în Chicago Sperry Electric Company, companie care se ocupa cu realizarea de generatoare.
Elmer Sperry a fondat în 1910 Sperry Corporation, fiind, împreună cu Hermann Anschütz-Kaempfe, co-inventator al busolei giroscopice. Busola sa giroscopică este utilizată începând cu 1911 de Marina Statelor Unite ale Americii.
A inventat procedee pentru recuperarea staniului, obținerea albului de plumb și pentru fabricarea firelor fuzibile pentru siguranțe. A pus bazele a opt companii industriale și a obținut peste 400 de brevete de invenții.

## Recunoaștere, premii
Elmer Ambrose Sperry a fost recompensat cu următoarele premii:
- Aero Club of France (1914) pentru stabilizatorul său avioane;
- Franklin Institute Medal (1914)
- Collier Trophy (1915)
- Collier Trophy (1916)
- Holley Medal (1927)
- John Fritz Medal (1927)
- Albert Gary Medal (1927)
- Elliott Cresson Medal acordată de Institutul Franklin (1929)